# Walmark
Walmark este o companie farmaceutică cehă înființată în anul 1990. Compania este prezentă în Slovacia, Polonia, România, Ungaria, Ucraina, Lituania, Bulgaria și Letonia.

## Walmark în România
Compania este prezentă în România din anul 1997,
unde este liderul pieței de suplimente alimentare cu o cotă de piață de 21,7% în 2008. 
Directorul general este Gabriel Baloiu.
Număr de angajați în 2009: 63
Cifra de afaceri:
- 2008: 63 milioane lei[5]
- 2006: 13,3 milioane euro[6]